# ソリア県
ソリア県（ソリアけん、Provincia de Soria）は、スペインの県。カスティーリャ・イ・レオン州に属する。ラ・リオハ州、アラゴン州サラゴサ県、カスティーリャ＝ラ・マンチャ州グアダラハラ県、カスティーリャ・イ・レオン州セゴビア県、同州ブルゴス県に接している。県都はソリア。
2010年の人口は95,258人であり、スペインの県の中でもっとも人口が少ない。人口密度は9.2人/km2であり、欧州連合(EU)有数の人口密度が低い地域である。人口の41.6%が県都ソリアに居住する。
県内には人口集住地区（núcleo de población）が500以上あり、それらは183の自治体に分散しており、そのうち約半分が100人にも満たない。1,000人以上の人口を有する自治体はわずかに13自治体のみで、居住人口5,000人超の自治体はアルマサン、ブルゴ・デ・オスマ＝シウダ・デ・オスマと県都のソリアだけである。
自治体の平均高度は1,025mで、北部にはこの地の気候を条件づける山地が広がっている。

## 地理

### 人口
| ソリア県の人口推移 1900－2010                           |
|                                                         |
| 出典:INE（スペイン国立統計局）1900年 - 1991年、1996年 - |

## 行政区画

### 主な自治体
人口の約41%が県都のソリアに住む。スペインの県で最も人口が少なく、欧州連合(EU)の中でも最も人口密度が低い地域の一つである。183のムニシピオがあり、半数近くが人口100人未満の村落で、1000人以上の自治体は12しかない。
| 順位 | 基礎自治体                     | 人口（2010年） |
| ---- | ------------------------------ | -------------- |
| 1    | ソリア                         | 39,838         |
| 2    | アルマサン                     | 5,965          |
| 3    | エル・ブルゴ・デ・オスマ       | 5,287          |
| 4    | オルベガ                       | 3,798          |
| 5    | サン・エステバン・デ・ゴルマス | 3,291          |
| 6    | アグレダ                       | 3,259          |
| 7    | サン・レオナルド・デ・ジャグエ | 2,293          |
| 8    | ゴルマージョ                   | 2,065          |
| 9    | コバレーダ                     | 1,891          |
| 10   | アルコス・デ・ハロン           | 1,830          |

### 司法管轄区
県内は3つの司法管轄区に分けられる。太字は中心自治体。
1. アルマサン司法管轄区[7] - アドラーダス、アルクビージャ・デ・ラス・ペーニャス、アレンティスケ、アルマルエス、アルマサン、アルパンセーケ、アルコス・デ・ハロン、アレニージャス、バラオーナ、バルカ、バルコーネス、バジューバス・デ・アバッホ、バジューバス・デ・アリーバ、ベルランガ・デ・ドゥエーロ、ボルハバッド、カルトハール、カニャマーケ、センテネーラ・デ・アンダルス、コスクリータ、エスコボーサ・デ・アルマサン、フレチージャ・デ・アルマサン、フエンテルモンヘ、フエンテピニージャ、マハン、マタマーラ・デ・アルマサン、メディナセーリ、ミーニョ・デ・メディナセーリ、モンブローナ、モンテアグード・デ・ラス・ビカリーアス、モロン・デ・アルマサン、ネパス、ノライ、レージョ、ラ・リバ・デ・エスカローテ、リオセコ・デ・ソリア、サンタ・マリーア・デ・ウエルタ、セロン・デ・ナヒマ、ソリエドラ、タフエーコ、タローダ、トルレングア、バルデロディージャ、ベラマサン、ベリージャ・デ・ロス・アホス、ビアナ・デ・ドゥエーロ、ビジャサージャス、ジェロ
2. ブルゴ・デ・オスマ＝シウダ・デ・オスマ司法管轄区[8] - アルクビージャ・デ・アベジャネーダ、ブラコス、ブルゴ・デ・オスマ＝シウダ・デ・オスマ、カラセーナ、カラスコーサ・デ・アバッホ、カサレホス、カスティジェホ・デ・ロブレード、クビージャ、エスペハ・デ・サン・マルセリーノ、エスペホン、フレスノ・デ・カラセーナ、フエンテアルメヒル、フエンテカンブロン、ゴルマス、エレーラ・デ・ソリア、ランガ・デ・ドゥエーロ、リセーラス、ミーニョ・デ・サン・エステバン、モンテッホ・デ・ティエルメス、ムリエル・デ・ラ・フエンテ、ナフリーア・デ・ウセーロ、キンターナス・デ・ゴルマス、レクエルダ、レトルティージョ・デ・ソリア、サン・エステバン・デ・ゴルマス、サン・レオナルド・デ・ジャグエ、サンタ・マリーア・デ・ラス・オジャス、タルベイラ、トレブラコス、ウセーロ、バディージョ、バルデマルーケ、バルデネブロ、ビジャヌエバ・デ・ゴルマス
3. ソリア司法管轄区[9] - アベハール、アグレダ、アルコナーバ、アルデアラフエンテ、アルデアリセス、アルデアルポソ、アルデアルセニョール、アルデウエーラ・デ・ペリアニェス、ラス・アルデウエーラス、アリウッド、アルマハーノ、アルマルサ、アルマスール、アルメナール・デ・ソリア、アランコン、アレバロ・デ・ラ・シエーラ、アウセーホ・デ・ラ・シエーラ、ベラトン、ブリエーコス、ボロビア、ブベーロス、ブイトラーゴ、カブレッハス・デル・カンポ、カブレッハス・デル・ピナール、カラタニャソール、カンディリチェーラ、カラバンテス、カラスコーサ・デ・ラ・シエーラ、カスティルフリーオ・デ・ラ・シエーラ、カスティルルイス、セルボン、シドーネス、シグドーサ、シウエーラ、シリア、シルハーレス・デル・リオ、コバレーダ、クーボ・デ・ラ・ソラーナ、クエバ・デ・アグレダ、デバノス、デサ、ドゥルエーロ・デ・ラ・シエーラ、エステーパ・デ・サン・フアン、フエンテカントス、フエンテルサス・デ・ソリア、フエンテス・デ・マガーニャ、フエンテストルン、ガライ、ゴルマージョ、ゴマラ、イノホーサ・デル・カンポ、ラ・ロシージャ、マガーニャ、マタレブレーラス、モリーノス・デ・ドゥエーロ、モンテネグロ・デ・カメーロス、ムリエル・ビエッホ、ナロス、ナバレーノ、ノビエルカス、オルベガ、オンカーラ、ピニージャ・デル・カンポ、ポルティージョ・デ・ソリア、ラ・ポベダ・デ・ソリア、ポサルムーロ、キニョネリーア、キンターナ・レドンダ、ロス・ラバノス、レボジャール、レニエブラス、レスノス、ロジャミエンタ、エル・ロージョ、サルドゥエーロ、サン・フェリセス、サン・ペドロ・マンリーケ、サンタ・クルス・デ・ジャングアス、ソリア、ソティージョ・デル・リンコン、スエジャカブラス、タハウエルセ、タルデルクエンデ、テハード、トルビア・デ・ソリア、トレバゴ、バルデアベジャーノ・デ・テーラ、バルデヘーニャ、バルデラグア・デル・セロ、バルデプラード、バルタヘーロス、ベリージャ・デ・ラ・シエーラ、ビジャシエルボス、ビジャール・デル・アラ、ビジャール・デル・カンポ、ビジャール・デル・リオ、ロス・ビジャーレス・デ・ソリア、ビジャセカ・デ・アルシエル、ビヌエーサ、ビスマーノス、ボスメディアーノ、ジャングアス